# Pandanus forsteri
Pandanus forsteri là một loài thực vật có hoa trong họ Dứa dại. Loài này được C.Moore & F.Muell. miêu tả khoa học đầu tiên năm 1874.